# Paul Gallagher (Fußballspieler)
Paul Gallagher (* 9. August 1984 in Glasgow) ist ein ehemaliger schottischer Fußballspieler und heutiger -trainer.

## Spielerkarriere
Gallagher, der aus der Jugend der Blackburn Rovers kam, bestritt seinen ersten Profieinsatz für die Blackburn Rovers im März 2003 gegen den FC Arsenal in der Premier League. Im Dezember desselben Jahres erzielte der Mittelfeldspieler sein erstes Tor im Spiel gegen Birmingham City. Seitdem kam Paul Gallagher regelmäßig bei den Rovers zum Einsatz, wurde aber auch viermal in die Football League Championship – jeweils einmal zu Preston North End und Plymouth Argyle sowie zweimal zu Stoke City – ausgeliehen. Zur Saison 2009/10 wechselte Gallagher zu Leicester City in die Football League Championship. Nach drei weiteren Leihen wechselte Gallagher 2015 zu Preston North End. Dort absolvierte er weitere sechs Jahre in der zweiten Liga, bevor er im Mai 2021 seine Spielerkarriere beendete.

### Nationalmannschaft
Von 2003 bis 2005 gehörte Gallagher der schottischen U21-Auswahl unter Rainer Bonhof an. Im August 2003 berief ihn Nationaltrainer Berti Vogts zudem erstmals in die schottische A-Nationalmannschaft, jedoch ohne ihn zunächst einzusetzen. Im Februar 2004 kam Gallagher schließlich zu seinem Länderspieldebüt, als er in einem Freundschaftsspiel gegen Wales eingewechselt wurde; dies blieb jedoch sein einziges A-Länderspiel.

## Trainerkarriere
Im Anschluss an das Ende seiner Spielerlaufbahn rückte Gallagher im Sommer 2021 bei Preston North End als Co-Trainer in das Trainerteam unter Frankie McAvoy auf. Auch dessen Nachfolger Ryan Lowe ab Dezember 2021 behielt ihn als Co-Trainer. Nach zwei Spielzeiten wechselte Gallagher im Sommer 2023 zu seinem früheren Verein und Zweitliga-Konkurrenten Stoke City, bei dem er Co-Trainer unter Cheftrainer Alex Neil wurde. Nach dessen Freistellung betreute Gallagher im Dezember 2023 die Mannschaft für ca. 1,5 Wochen als Interimstrainer und bestritt mit ihr ein Ligaspiel gegen Swansea City (1:1), ehe mit Steven Schumacher ein neuer Trainer verpflichtet wurde.

## Erfolge
- Torschützenkönig des FA Cup: 2015[2]